# 中国民航大学
39°06′43″N 117°20′53″E / 39.1118296°N 117.3479421°E

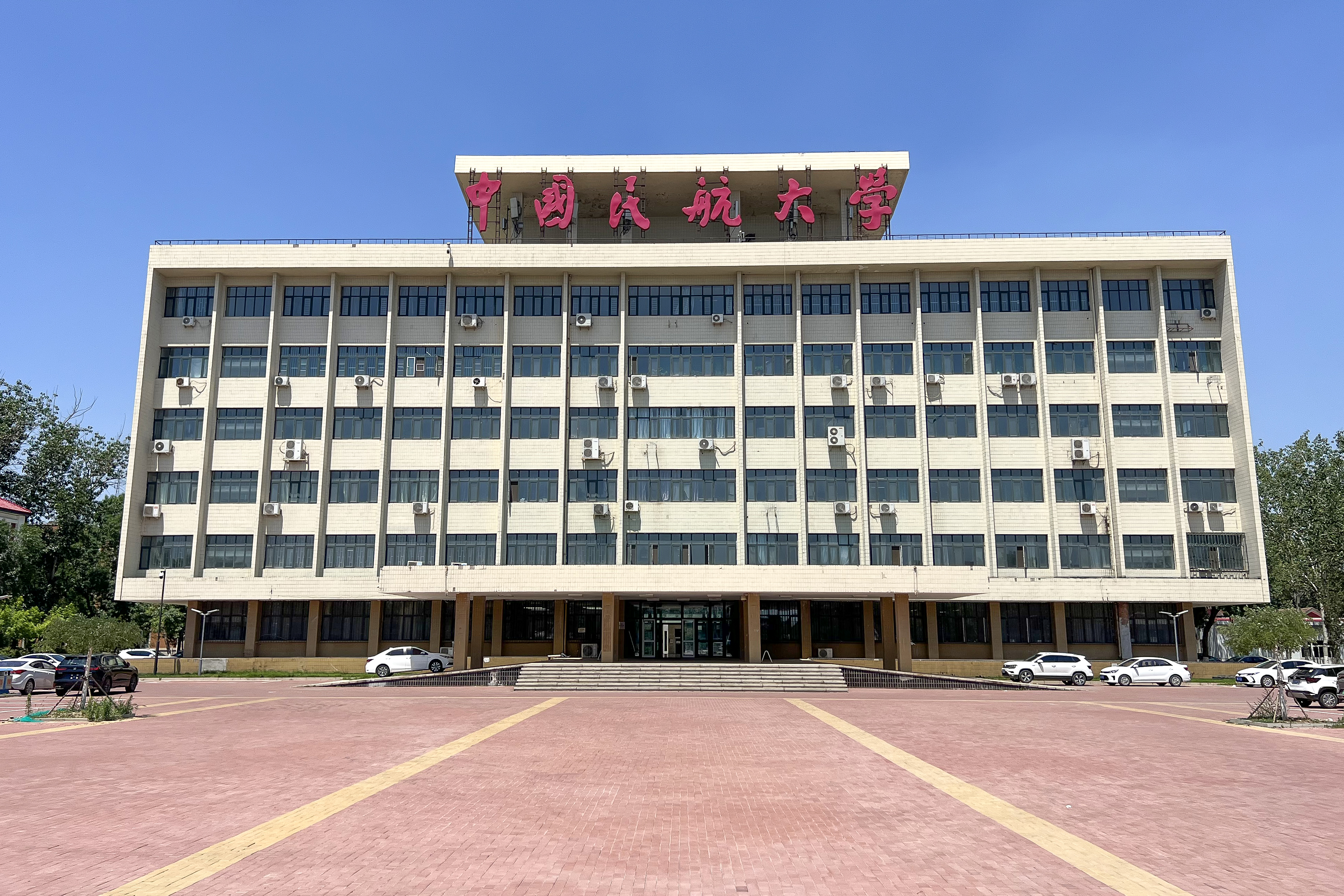
北校区主楼

中国民航大学，简称中航大，位于天津滨海国际机场西南侧，是中华人民共和国交通运输部中国民用航空局直属的一所全日制普通高等学校，也是中国民航业的最高学府，还是世界范围内为数不多获得国际民航组织(ICAO)认定的的民航类院校之一。2012年，中国民航大学入选卓越工程师教育培养计划高校。

## 历史沿革

### 前身追溯
- 中国民用航空局高级航空学校

1951年9月，中央人民政府人民革命军事委员会民用航空局第二民用航空学校（简称军委民航局第二航校）成立。中央人民政府主席毛泽东任命方槐为校长，政务院总理周恩来将校址选定在天津机场（现天津滨海国际机场）。
1955年，更名中国民用航空局航空训练大队。
1958年，更名中国民用航空局高级航空学校。
1960年，北京民航学院（筹）并入中国民用航空局高级航空学校。
- 成都民用航空机械专科学校

1956年5月26日，中国民用航空局航空学校创建；9月22日改名为中国人民解放军第十四航空学校。
1960年5月，第十四航空学校地勤部分分出，改建中国民用航空局成都机械专科学校（后为成都民用航空机械专科学校）。

### 合并发展

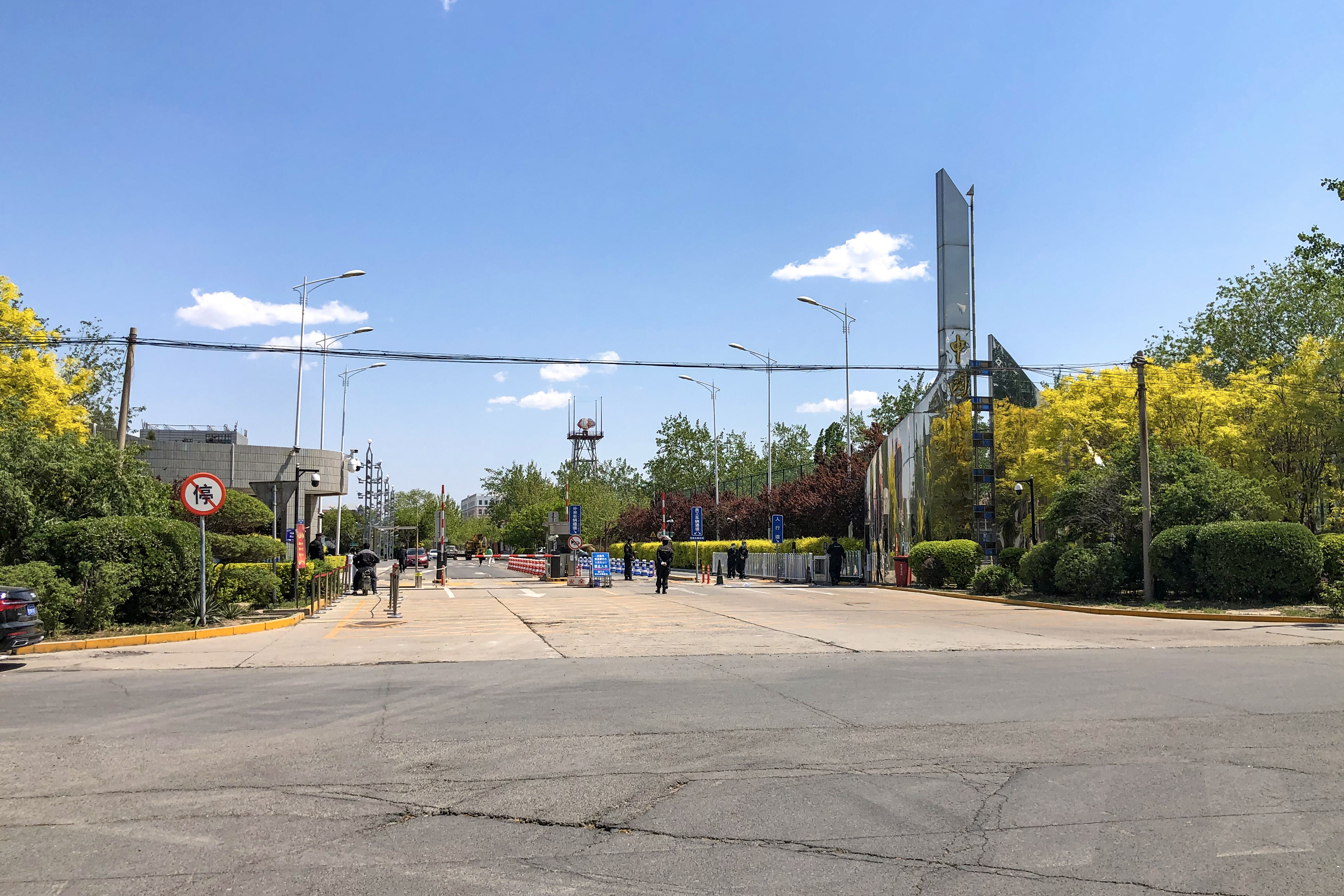
中国民航大学校门

1963年，成都民用航空机械专科学校迁往天津，与民航高级航校地勤部分合并，改名为“中国民用航空机械专科学校”，并列入普通高校序列。
“文革”期间，学校遭到严重破坏，被迫停办，教师改行，设备分散，培训工作中断10年。
1969年11月，学校撤销停办。
1972年8月，改为中国民用航空总局教导队。
1975年，根据民航事业发展的需要，国务院批准恢复民航专科学校。
1977年，正式复校，并改名为“中国民用航空专科学校”，由中国民航总局领导。
1979年，开始参加全国高等学校统一招生。 
1981年8月10日，经教育部批准，中国民用航空机械专科学校更名为中国民用航空学院。
2005年，学校在教育部本科教学工作水平评估中获得优秀。
2006年5月30日，经教育部批准，中国民用航空学院更名为中国民航大学。
2011年9月，学校入选教育部第二批“卓越工程师教育培养计划”高校。 
2017年9月，学校入选天津市“双一流”建设计划，成为天津市高水平特色大学建设高校。 
2018年1月，成为中国民用航空局、天津市人民政府、教育部共建高校。3月，学校获批教育部首批国家级“新工科”研究与实践项目。

## 地理环境
中国民航大学校本部紧靠天津滨海国际机场，校址选在天津机场（现滨海国际机场货运区）旁。学校本部分为南、北两个校区，两校区被津濱公路隔开，但有名为“自强桥”的天桥可以连通。天津地铁4号线在南北校区之间设民航大学站。
另外建有朝阳飞行学院、内蒙古飞行学院、新疆天翔航空学院3个飞行训练学院。

## 院系设置
院系设置如下，仅包括招生学院。
截至2019年5月，学校设有19个二级学院、1个体育部，开办31个本科专业、6个专科专业。
| 学院名称             | 专业名称                                                                      |
| -------------------- | ----------------------------------------------------------------------------- |
| 航空工程学院         | - 飞行器动力工程 - 工业工程 - 飞行器制造工程 - 机械电子工程                   |
| 电子信息与自动化学院 | - 通信工程 - 电气工程及其自动化 - 电子信息工程 - 自动化                       |
| 空中交通管理学院     | - 交通运输（空中交通管制） - 交通管理 - 应用气象学                            |
| 经济与管理学院       | - 工商管理 - 管理学 - 会计学 - 财务管理 - 物流管理 - 经济与金融 - 安全工程    |
| 法学院               | - 法学 - 公共事业管理                                                         |
| 理学院               | - 信息与计算科学 - 材料化学 - 材料物理 - 统计学                               |
| 计算机科学与技术学院 | - 计算机科学与技术 - 信息安全                                                 |
| 外国语学院           | - 英语 - 翻译 - 法语                                                          |
| 机场学院             | - 交通工程 - 油气储运工程 - 土木工程                                          |
| 飞行技术学院         | - 飞行技术 - 应用心理学                                                       |
| 乘务学院             | - 空中乘务 - 民航空中安全保卫                                                 |
| 中欧航空工程师学院   | - 工科试验班                                                                  |
| 职业技术学院         | - 民航安全技术管理 - 飞机电子设备维修 - 飞机电子设备维修（直升机） - 民航运输 |
| 继续教育学院         |                                                                               |
| 朝阳飞行学院         |                                                                               |
| 内蒙古飞行学院       |                                                                               |
| 通航学院             |                                                                               |
| 适航学院             |                                                                               |
| 马克思主义学院       |                                                                               |

## 合作交流
截至2019年5月，学校与云南省人民政府、北京市大兴区委、天津市东丽区人民政府、民航局空管局、中国国际航空股份有限公司、中国东方航空股份有限公司、中国南方航空股份有限公司、海南航空股份有限公司、中国商用飞机有限责任公司、首都机场集团公司、中国民航机场协会、中国科学技术大学等单位签署合作协议，在民航专业人才培养、学科建设、科学研究、师资队伍建设等领域开展合作。
学校是国际航空认证委员会（AABI）教育会员、国际民航组织升级版航空培训计划（ICAO TRAINAIR PLUS Programme）正式会员，与法国航空航天大学校集团共同创办中欧航空工程师学院，系统引进法国工程师教育模式，于2016年6月被中法两国政府评为“中法大学合作优秀项目”。

## 文化传统

### 学校标识
- 校标

学校校标是由字体和图形两部分组成的同心圆。内圆是以地球为背景，通过线条勾勒出一架向上的飞机，彰显“中”字之意，下方标注“1951”代表建校年份；外圆标有中英文校名，中文字体采自周恩来手稿集字，校标色彩蓝白相间。
- 校徽

学校校徽为教职员工和学生佩戴的题有校名的长方形证章，红底白字为教职工校徽，白底蓝字为学生校徽。
- 标准色

学校标准色为民航蓝，象征蓝天，符合国际惯例， 极具表现力和感染力并富含空间感。
- 校旗

学校校旗为长方形旗帜，长与宽之比为 3:2，有蓝白两色样式：蓝色校旗旗面为标准色民航蓝，中央印有白色校标；白色校旗中央印有标准色校标、标准色中文校名和英译全称。

### 精神文化
校训：笃学精博、严谨创新
校风：严实向上 

## 著名校友
- 王健：曾任海航集团董事长。
- 蔡剑江：中航集团董事长
- 车进军：民航局空管局局长

## 现任领导
| 职务                                           | 姓名                     |
| ---------------------------------------------- | ------------------------ |
| 党委书记                                       | 曹胜利                   |
| 党委副书记、校长                               | 丁水汀                   |
| 党委常委、副校长                               | 白杰、吕宗平、杨虎、于剑 |
| 副校长                                         | 吴仁彪                   |
| 党委副书记、工会主席                           | 赵洪海                   |
| 民航局党组派驻纪检组组长、党委副书记、纪委书记 | 徐政华                   |